# Élections régionales de 1994 en Sarre
Les élections régionales de 1994 en Sarre (en allemand : Landtagswahl im Saarland 1994) se tiennent le 16 octobre 1994 afin d'élire les 51 députés de la 11e législature du Landtag pour un mandat de cinq ans.
Le scrutin est marqué par la victoire du SPD du ministre-président Oskar Lafontaine, qui confirme sa majorité absolue acquise en 1985.

## Contexte
Aux élections régionales du 28 janvier 1990, le SPD du ministre-président Oskar Lafontaine remporte la plus nette victoire pour un parti depuis l'intégration de la Sarre à l'Allemagne de l'Ouest en 1955. Totalisant 54,4 % des suffrages exprimés, soit la première et unique majorité absolue en voix de l'histoire du Land, il remporte 30 députés sur 51.
Cette très large victoire se fait au détriment de la CDU du ministre fédéral de l'Environnement Klaus Töpfer, qui réunit 33,4 % des exprimés et fait élire 18 parlementaires. Cela constitue sa plus mauvaise performance historique en Sarre. Le FDP/DPS de l'ancien ministre de l'Économie Horst Rehberger fait lui aussi les frais de la domination du SPD, en rassemblant 5,5 % des suffrages et trois élus, ce qui le situe juste au-dessus du seuil électoral.
Cette large victoire propulse Lafontaine comme candidat du Parti social-démocrate à la chancellerie pour les élections fédérales du 2 décembre 1990. Ce scrutin sera un échec pour le SPD, qui perd plus de trois points et se situe dix points derrière la CDU/CSU du chancelier fédéral Helmut Kohl. Oskar Lafontaine renonce à entrer en politique fédérale et conserve donc la direction du gouvernement de la Sarre.

## Mode de scrutin
Le Landtag est constitué de 51 députés (en allemand : Mitglied des Landtags, MdL), élus pour une législature de cinq ans au suffrage universel direct et suivant le scrutin proportionnel d'Hondt.
Chaque électeur dispose d'une voix, qui compte double : elle lui permet de voter pour une liste de candidats, le Land comptant un total de trois circonscriptions plurinominales ; elle est alors automatiquement attribuée au parti politique à laquelle cette liste est rattachée.
Lors du dépouillement, l'intégralité des 51 sièges est répartie en fonction des voix attribuées aux partis, à condition qu'un parti ait remporté 5 % des voix au niveau du Land. La répartition est ensuite répétée dans les trois circonscriptions.

## Campagne

### Principales forces
| Parti | Parti                                                                              | Chef de file                                       | Résultats de 1990          |
| ----- | ---------------------------------------------------------------------------------- | -------------------------------------------------- | -------------------------- |
|       | Parti social-démocrate d'Allemagne Sozialdemokratische Partei Deutschlands         | Oskar Lafontaine (Ministre-président)              | 54,4 % des voix 30 députés |
|       | Union chrétienne-démocrate d'Allemagne Christlich Demokratische Union Deutschlands | Klaus Töpfer (Ministre fédéral de l'Environnement) | 33,4 % des voix 18 députés |

## Résultats

### Voix et sièges
| Parti                             | Parti                                        | Voix    | Voix  | Sièges | Sièges        | Sièges | Sièges | Sièges        |
| Parti                             | Parti                                        | Votes   | %     | Circ.  | +/-           | Land   | Total  | +/-           |
| --------------------------------- | -------------------------------------------- | ------- | ----- | ------ | ------------- | ------ | ------ | ------------- |
|                                   | Parti social-démocrate d'Allemagne (SPD)     | 340 091 | 49,37 | 23     | 2             | 4      | 27     | 3             |
|                                   | Union chrétienne-démocrate d'Allemagne (CDU) | 265 871 | 38,59 | 17     | 2             | 4      | 21     | 3             |
|                                   | Alliance 90 / Les Verts (Grünen)             | 38 087  | 5,53  | 1      | 1             | 2      | 3      | 3             |
|                                   | Parti démocrate de la Sarre (FDP/DPS)        | 14 206  | 2,06  | 0      | 1             | 0      | 0      | 3             |
|                                   | Les Républicains (REP)                       | 9 708   | 1,41  | 0      | en stagnation | 0      | 0      | en stagnation |
|                                   | Les Gris - Les Panthères grises (GRAUE)      | 4 078   | 0,59  | 0      | Nv.           | 0      | 0      | Nv.           |
|                                   | Autres                                       | 16 839  | 2,44  | 0      | en stagnation | 0      | 0      | en stagnation |
|                                   |                                              |         |       |        |               |        |        |               |
| Votes valides                     | Votes valides                                | 688 880 | 98,70 |        |               |        |        |               |
| Votes blancs et nuls              | Votes blancs et nuls                         | 9 082   | 1,30  |        |               |        |        |               |
| Total                             | Total                                        | 697 962 | 100   | 41     | en stagnation | 10     | 51     | en stagnation |
| Abstentions                       | Abstentions                                  | 137 724 | 16,48 |        |               |        |        |               |
| Nombre d'inscrits / participation | Nombre d'inscrits / participation            | 835 686 | 83,52 |        |               |        |        |               |

### Analyse
Le SPD du ministre-président Oskar Lafontaine conserve sa majorité absolue en sièges mais perd sa majorité absolue en voix. Il abandonne par ailleurs trois sièges qui reviennent à la CDU. L'Union chrétienne-démocrate réduit de six sièges l'écart qui la sépare du Parti social-démocrate mais reste largement distancée avec plus de dix points de retard. Après deux tentatives infructueuses, les Grünen font leur entrée au Landtag alors que le FDP échoue à s'y maintenir.